# 친위루
친위루(중국어 정체자: 秦语鹿, 병음: Qín Yûlù, 한자음: 진어록, 영어: Luna Qin, 1998년 8월 10일 ~ )는 중국의 가수이자 배우이다. 전 예명은 멍루(萌鹿)Yoki이다.